# Salvatore Antibo
Salvatore Antibo (* 7. února 1962, Altofonte) je bývalý italský atlet, běžec na dlouhé tratě, mistr Evropy v běhu na 5 000 i 10 000 metrů z roku 1990.

## Sportovní kariéra
V roce 1981 získal na juniorském mistrovství Evropy v běhu na 5000 metrů stříbrnou medaili. Mezi dospělými startoval poprvé na evropském šampionátu v roce 1982, kde doběhl šestý v závodě na 10 000 metrů. Při mistrovství Evropy v roce 1986 vybojoval na této trati bronzovou medaili. V olympijském finále běhu na 10 000 metrů v Soulu v roce 1988 získal stříbrnou medaili. Velkým úspěchem pro něj bylo mistrovství Evropy v roce 1990, kde zvítězil v bězích na 5 000 i 10 000 metrů. Při svém startu na olympiádě v Barceloně v roce 1992 doběhl čtvrtý v závodě na 10 000 metrů. Jeho posledním startem byl závod na 10 000 metrů na světovém šampionátu v roce 1993. Krátce poté ukončil závodní kariéru.

## Osobní rekordy
- 5 000 metrů – 13:05,59 (1990)
- 10 000 metrů – 27:16,50 (1989)